# 전자여행허가 (미국)

ESTA 로고.

전자여행허가(電子旅行許可, 영어: Electronic System for Travel Authorization, ESTA)는 미국 국토안보부 산하 미국 관세국경보호청이 관리하는 사전 여행 허가 제도이다. 사증 면제 프로그램(VWP)과는 성격이 다르며, VWP에 참여하는 국가의 전자여권을 소지한 국적자 중에서 미국 본토에 VWP를 이용해 입국하는 여행자들은 이 시스템을 통해 사전여행허가를 받아야 한다. 이 허가는 미국행 항공기나 선박에 탑승하는 것을 허가하는 것이며, 미국 입국이 보장되는 것은 아니다.

## 같이 보기
- 사증 면제 프로그램(VWP)
- 생체인증 여권(전자 여권)
- 미국 국토안보부(DHS)
- 미국 관세국경보호청(CBP)